# Akr
Akr (ang. acre) – jednostka miary powierzchni gruntów używana w krajach anglosaskich.
Był to obszar, który mógł zostać zaorany przez pług zaprzęgnięty w parę wołów w ciągu jednego dnia.
- 1 akr = 4046,8564224 metra kwadratowego
- 1 akr = 0,40468564224 hektara
- 1 akr = 40,468564224 ara
- 1 akr = 4840 jardów kwadratowych (co wynosi około 3/4 morgi polskiej)[3].
- 1 akr = 43560 stóp kwadratowych.